# Clayton (Kansas)
Clayton és una població dels Estats Units a l'estat de Kansas. Segons el cens del 2000 tenia 66 habitants.

## Demografia
Segons el cens del 2000, Clayton tenia 66 habitants, 27 habitatges, i 18 famílies. La densitat de població era de 59,3 habitants per km².
Dels 27 habitatges en un 29,6% hi vivien nens de menys de 18 anys, en un 59,3% hi vivien parelles casades, en un 0% dones solteres, i en un 33,3% no eren unitats familiars. En el 25,9% dels habitatges hi vivien persones soles el 3,7% de les quals corresponia a persones de 65 anys o més que vivien soles. El nombre mitjà de persones vivint en cada habitatge era de 2,44 i el nombre mitjà de persones que vivien en cada família era de 3.
Per edats la població es repartia de la següent manera: un 25,8% tenia menys de 18 anys, un 3% entre 18 i 24, un 24,2% entre 25 i 44, un 33,3% de 45 a 60 i un 13,6% 65 anys o més.
L'edat mediana era de 44 anys. Per cada 100 dones de 18 o més anys hi havia 113 homes.
La renda mediana per habitatge era de 35.750 $ i la renda mediana per família de 35.625 $. Els homes tenien una renda mediana de 39.375 $ mentre que les dones 21.250 $. La renda per capita de la població era de 13.519 $. Entorn del 13,3% de les famílies i el 10,3% de la població estaven per davall del llindar de pobresa.

## Poblacions més properes
El següent diagrama mostra les poblacions més properes.